# Château-Haut (Lisle)
Le château-Haut  est situé sur la commune de Lisle, en France.

## Localisation
Le château est situé sur la commune de Lisle, dans le quart nord-ouest du département de la Dordogne, en région Nouvelle-Aquitaine.

## Description
Le château-Haut est une demeure du XVIe siècle. Il contient un escalier à paliers droits, monté sur des colonnes cannelées tronconiques et sur des culots. Le plafond des paliers est enrichi d'enroulements sculptés dans la pierre ; il doit dater du règne de Henri IV, mais les balustres de la rampe ne sont pas antérieurs à celui de Louis XIII.

## Historique
Un château fort est mentionné en 1129 et en 1211, il appartenait alors aux Saint-Astier. Il fut dévasté lors des guerres de Religion.
Le château-Haut est érigé à la fin du XVIe siècle sur les ruines du corps de logis principal.
Il est inscrit partiellement au titre des monuments historiques par arrêté du 23 novembre 1942 pour son escalier intérieur du XVIe siècle,.

## Galerie

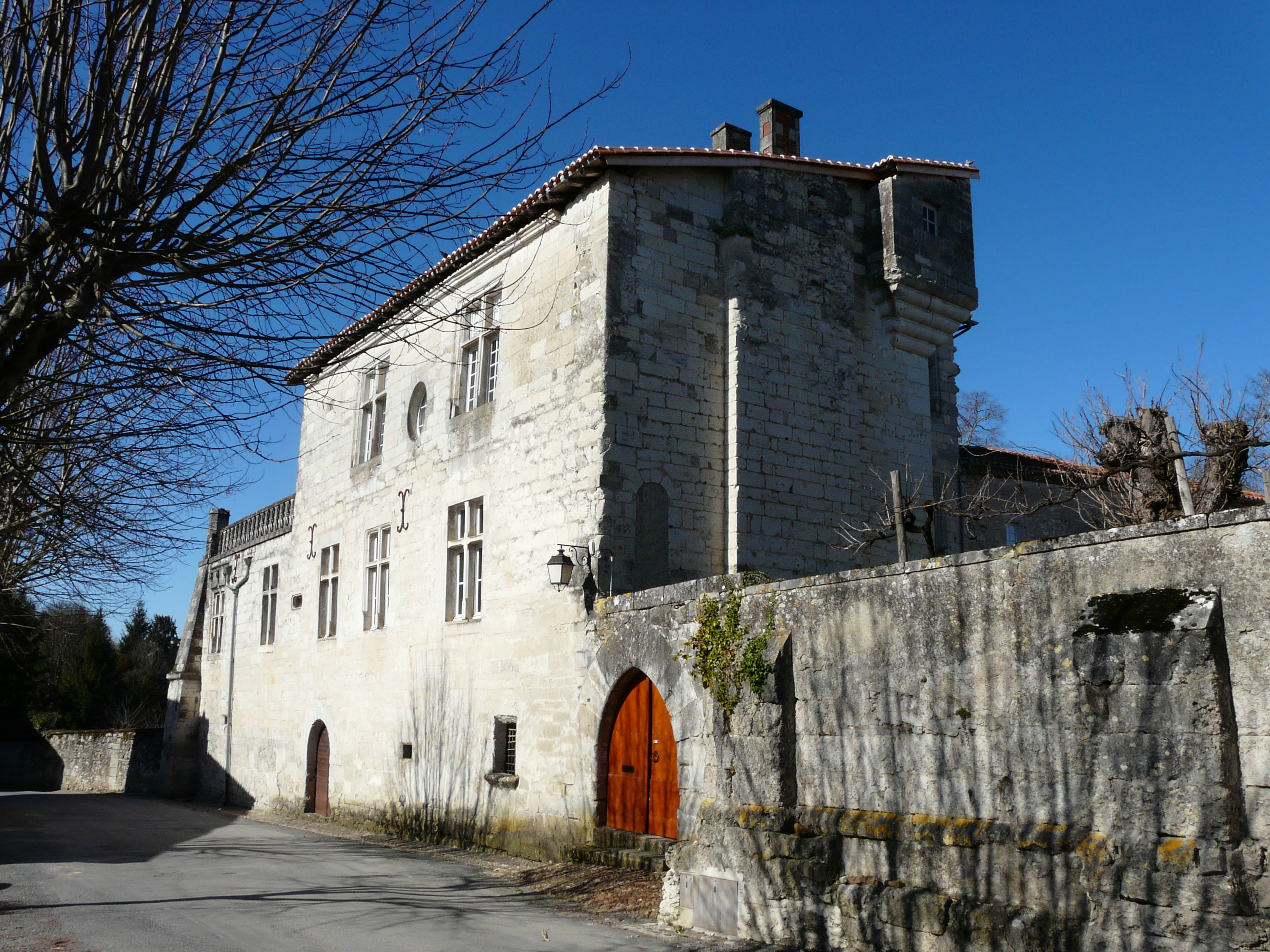
Le château-Haut vu depuis le sud-est.
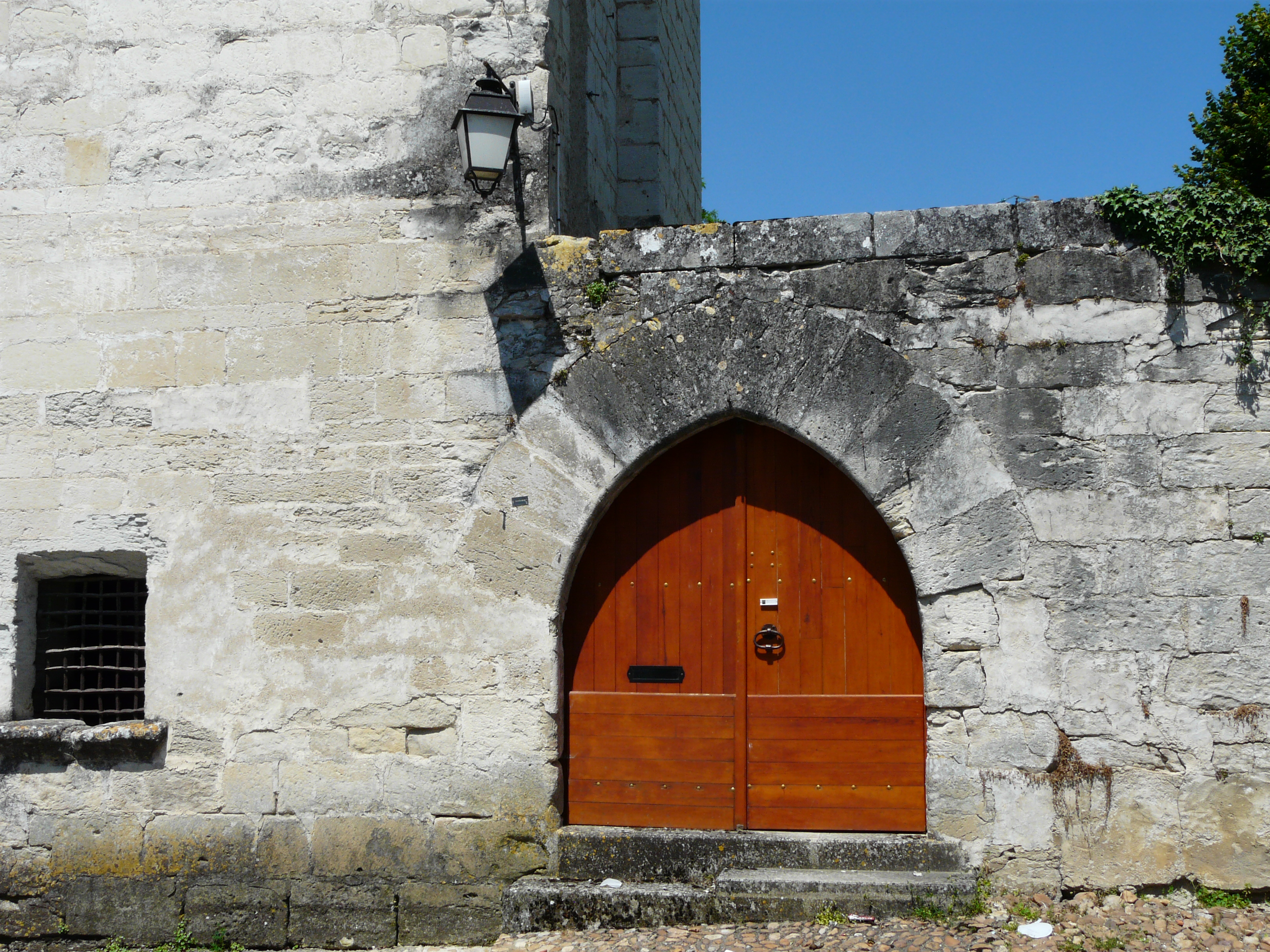
Le portail d'entrée au domaine.
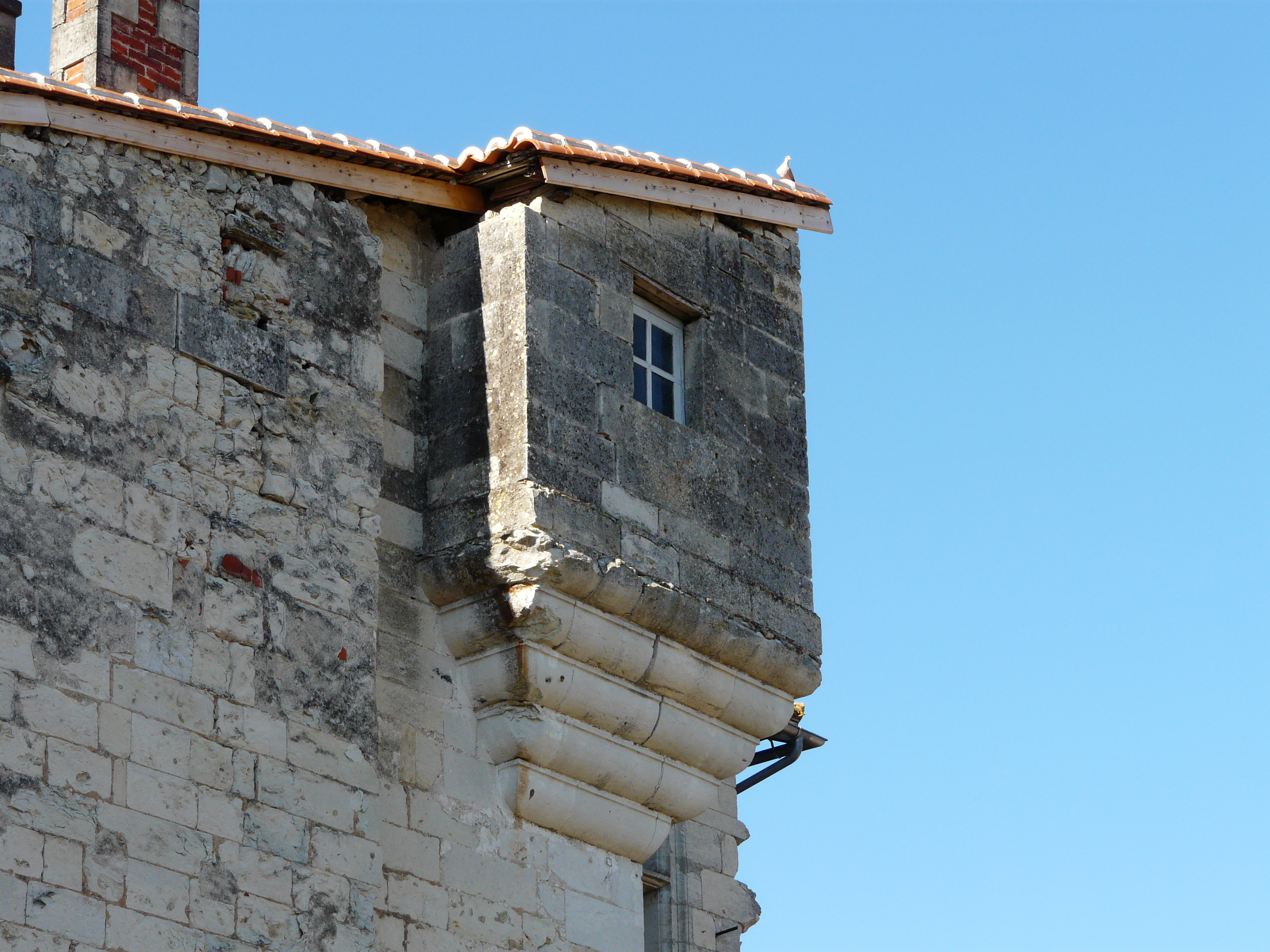
Une échauguette.
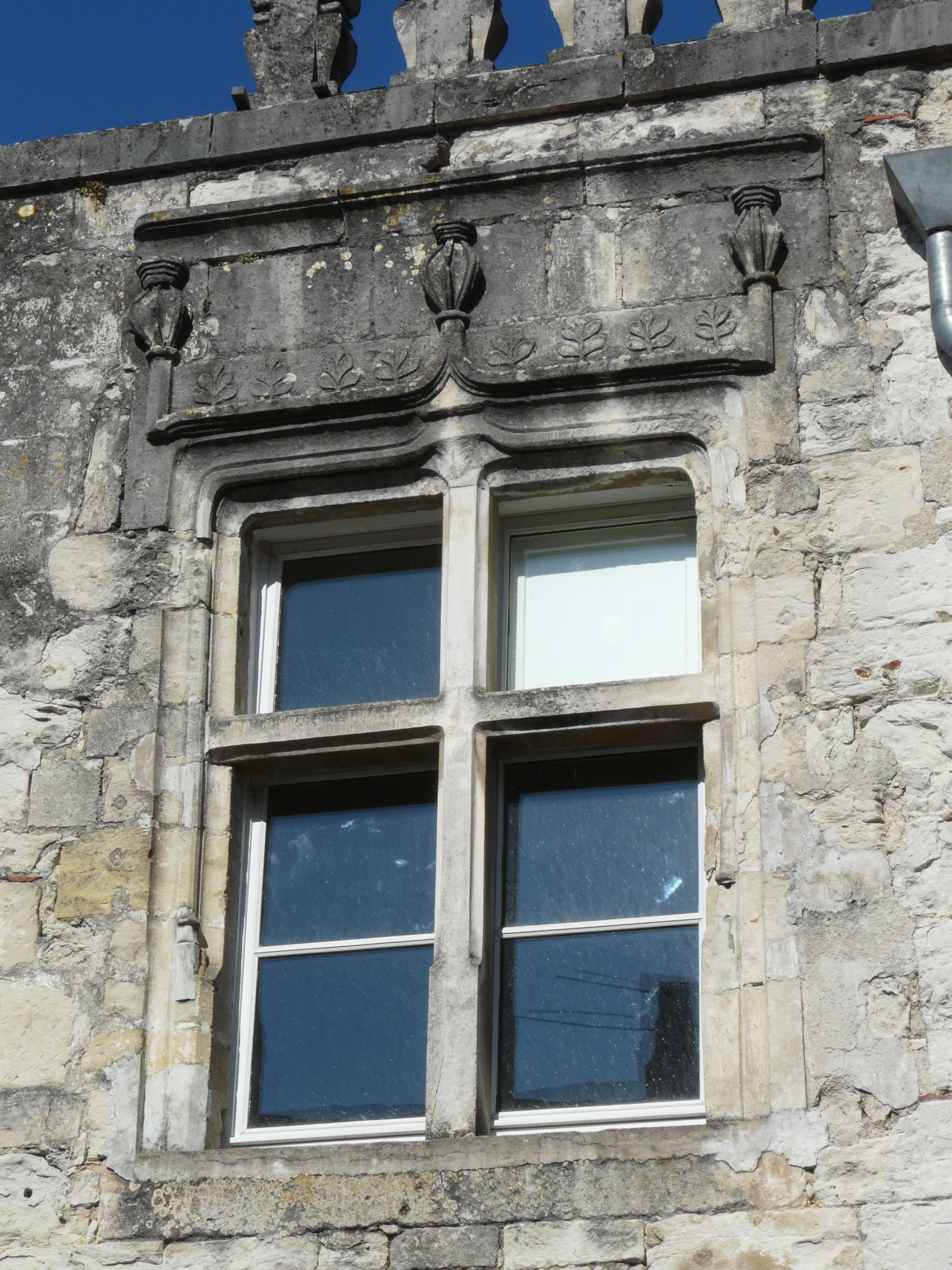
Une fenêtre à meneaux.
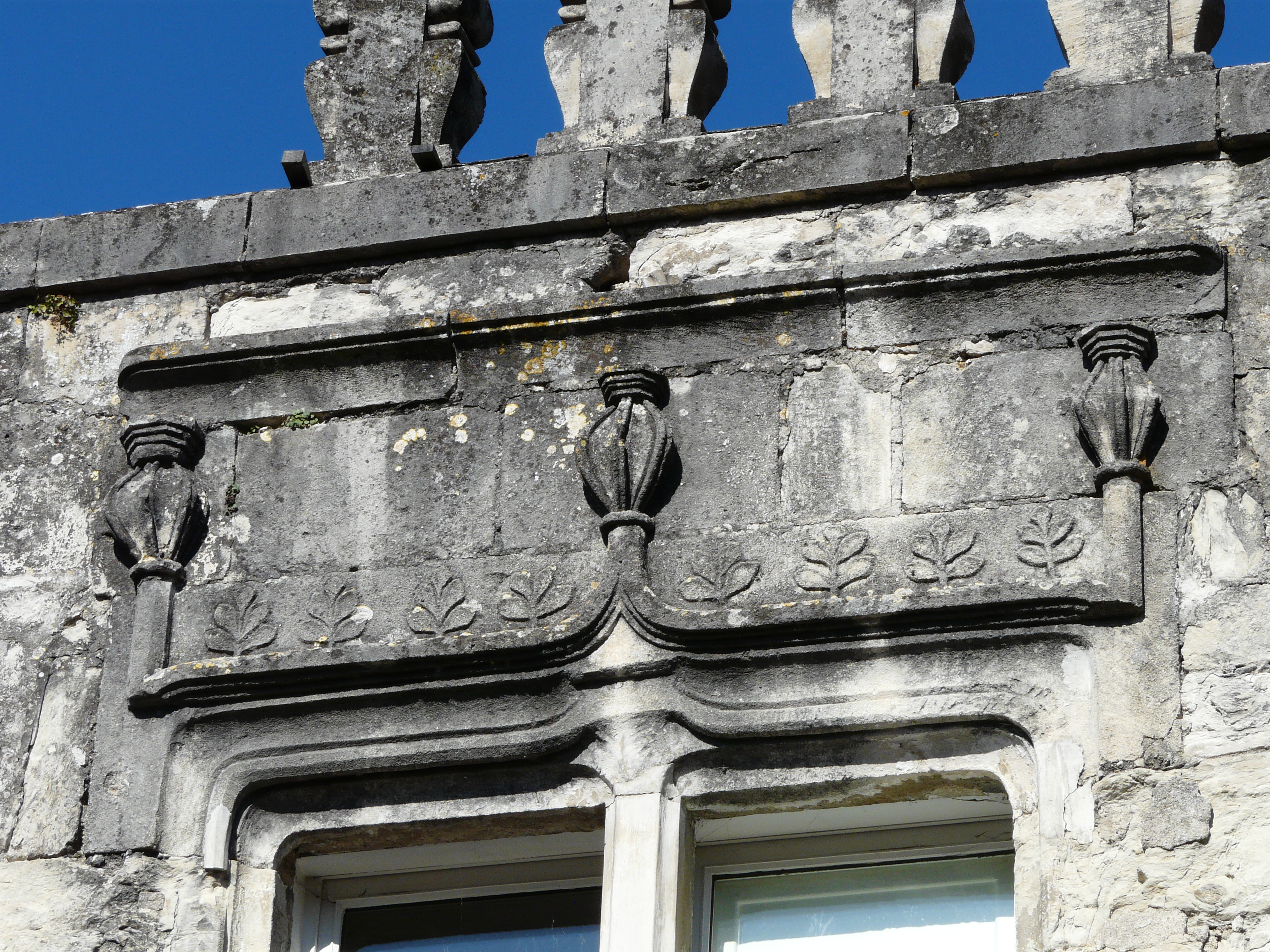
Décor de fenêtre.